# 埃爾姆克里克鎮區 (明尼蘇達州馬丁縣)
埃爾姆克里克鎮區（英語：Elm Creek Township）是位於美國明尼蘇達州馬丁縣的一個行政鎮區。

## 地方資料
埃爾姆克里克鎮區的面積為93.64平方千米，當中陸地面積為90.86平方千米，而水域面積為2.78平方千米。根據2020年美國人口普查的數據，當地共有人口160人，而人口密度為每平方千米1.71人。